# Рекс (Північна Кароліна)
Рекс (англ. Rex) — переписна місцевість (CDP) в США, в окрузі Робсон штату Північна Кароліна. Населення — 50 осіб (2020).

## Географія
Рекс розташований за координатами 34°51′3″ пн. ш. 79°2′49″ зх. д. / 34.85083° пн. ш. 79.04694° зх. д. (34.850794, -79.046852).  За даними Бюро перепису населення США в 2010 році переписна місцевість мала площу 1,92 км², уся площа — суходіл.

## Демографія
Згідно з переписом 2010 року, у переписній місцевості мешкало 55 осіб у 30 домогосподарствах у складі 19 родин. Густота населення становила 29 осіб/км².  Було 35 помешкань (18/км²).
Расовий склад населення:
| - 58,2 % — білих - 27,3 % — корінних американців - 7,3 % — чорних або афроамериканців - 5,5 % — осіб інших рас |

До двох чи більше рас належало 1,8 %. Частка іспаномовних становила 5,5 % від усіх жителів.
За віковим діапазоном населення розподілялося таким чином: 12,7 % — особи молодші 18 років, 72,8 % — особи у віці 18—64 років, 14,5 % — особи у віці 65 років та старші. Медіана віку мешканця становила 49,5 року. На 100 осіб жіночої статі у переписній місцевості припадало 129,2 чоловіків;  на 100 жінок у віці від 18 років та старших — 108,7 чоловіків також старших 18 років.
Цивільне працевлаштоване населення становило 52 особи. Основні галузі зайнятості: освіта, охорона здоров'я та соціальна допомога — 42,3 %, науковці, спеціалісти, менеджери — 32,7 %, виробництво — 25,0 %.